# Deoksugung
Deoksugung (IPA [təks'uk'uŋ]) ist einer unter fünf koreanischen Palästen in Seoul, die während der Joseon-Dynastie gebaut wurden.
Ursprünglich war er kein Palast, sondern eine Villa eines Prinzen. 1598 wurden aber im Rahmen des Imjin-Kriegs alle Paläste zerstört. Daher benutzte das Königshaus nach einem Umbau die nämliche Villa als provisorischen Palast. So erhielt der Gebäudekomplex den Palastnamen Gyeongungung (kor. 경운궁, 慶運宮; [kjəŋunk'uŋ]).
Erst im Jahr 1907 nannte man den Palast mit dem heutigen Namen Deoksugung. Dieser Palast war mit einer der Schauplätze des Untergangs der Joseon-Dynastie.
Zwischen 1910 und 1945, als Korea eine Provinz Japans war, galt die Japanische Sprache als Nationalsprache. Die Hanja bzw. Kanji des Palastnamens (jap. 德壽宮) wurden daher japanisch ausgesprochen, und er hieß in dieser Zeit Tokujukyū.